# Lázně Kyselka

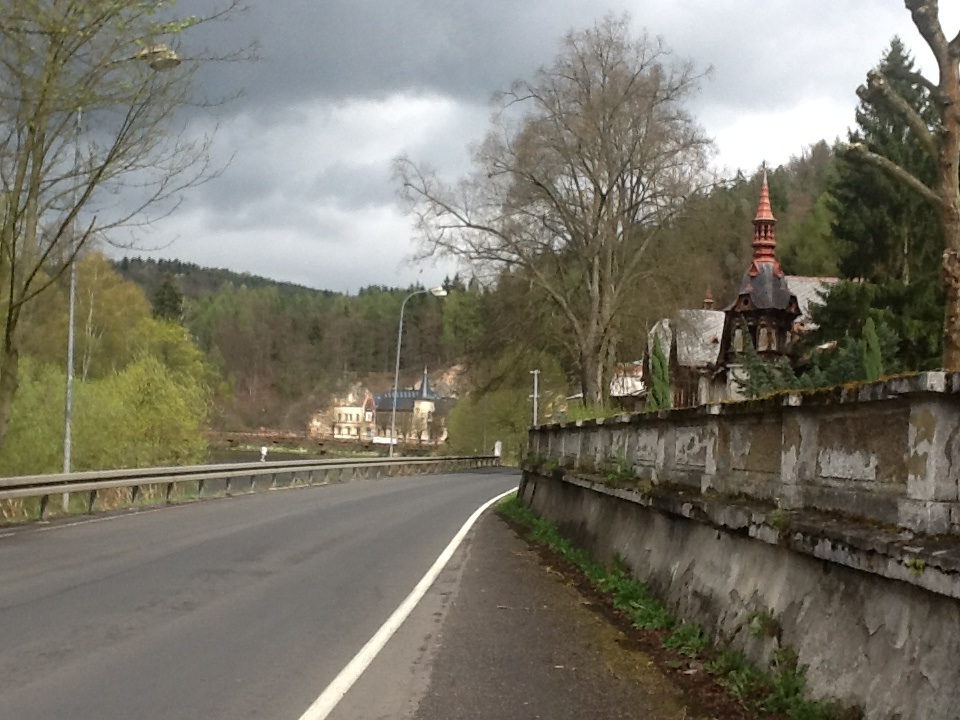
Lázně Kyselka 2014

Il Lázně Kyselka; Tedesco: Bad Giesshübl), vecchio nome Kysibl, è un complesso di ex bagni termali pubblici nel villaggio di Kyselka nelle vicinanze di Karlovy Vary nella Repubblica Ceca.

## Storia
Le sorgenti locali sono state scoperte alcuni secoli fa; la prima testimonianza scritta risale al 1522. Nel XVII secolo i conti di Černín hanno permesso ai propri sudditi di bere gratuitamente l'acqua minerale di Kyselka . Le sorgenti sono state utilizzate per scopi termali solo nel 1792 quando la loro ubicazione era già ampiamente nota.
I primi edifici termali sono stati costruiti negli anni 1826-1832 da Wilhelm von Neuberg. Intanto la fama delle terme e delle acque crescevano; nel 1852 Ottone I di Grecia visitò le terme e alla sorgente principale fu dato il suo nome. Nel corso del tempo la sorgente ebbe diversi proprietari; uno di loro, il conte Johann Joseph von Stiebar auf Buttenheim, progettò di esportare l'acqua minerale (1824), e per questo diede inizio ad una piccola attività locale per il suo imbottigliamento.